# Ambystoma mavortium
Ambystoma mavortium är en groddjursart som beskrevs av Baird 1850. Ambystoma mavortium ingår i släktet Ambystoma och familjen mullvadssalamandrar.

## Underarter
Arten delas in i följande underarter:
- A. m. nebulosum
- A. m. diaboli
- A. m. melanostictum
- A. m. stebbinsi
- A. m. mavortium

## Bildgalleri

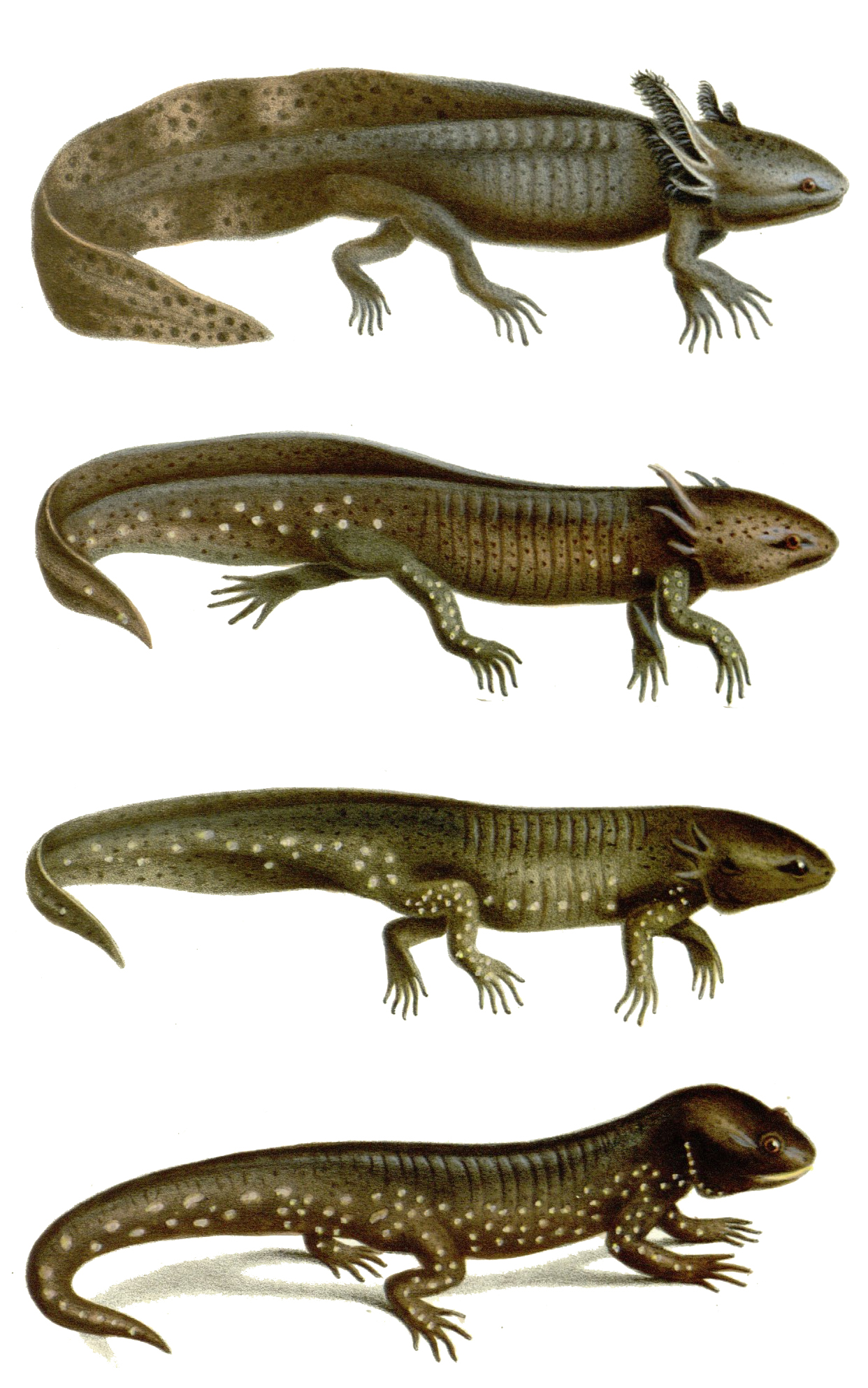
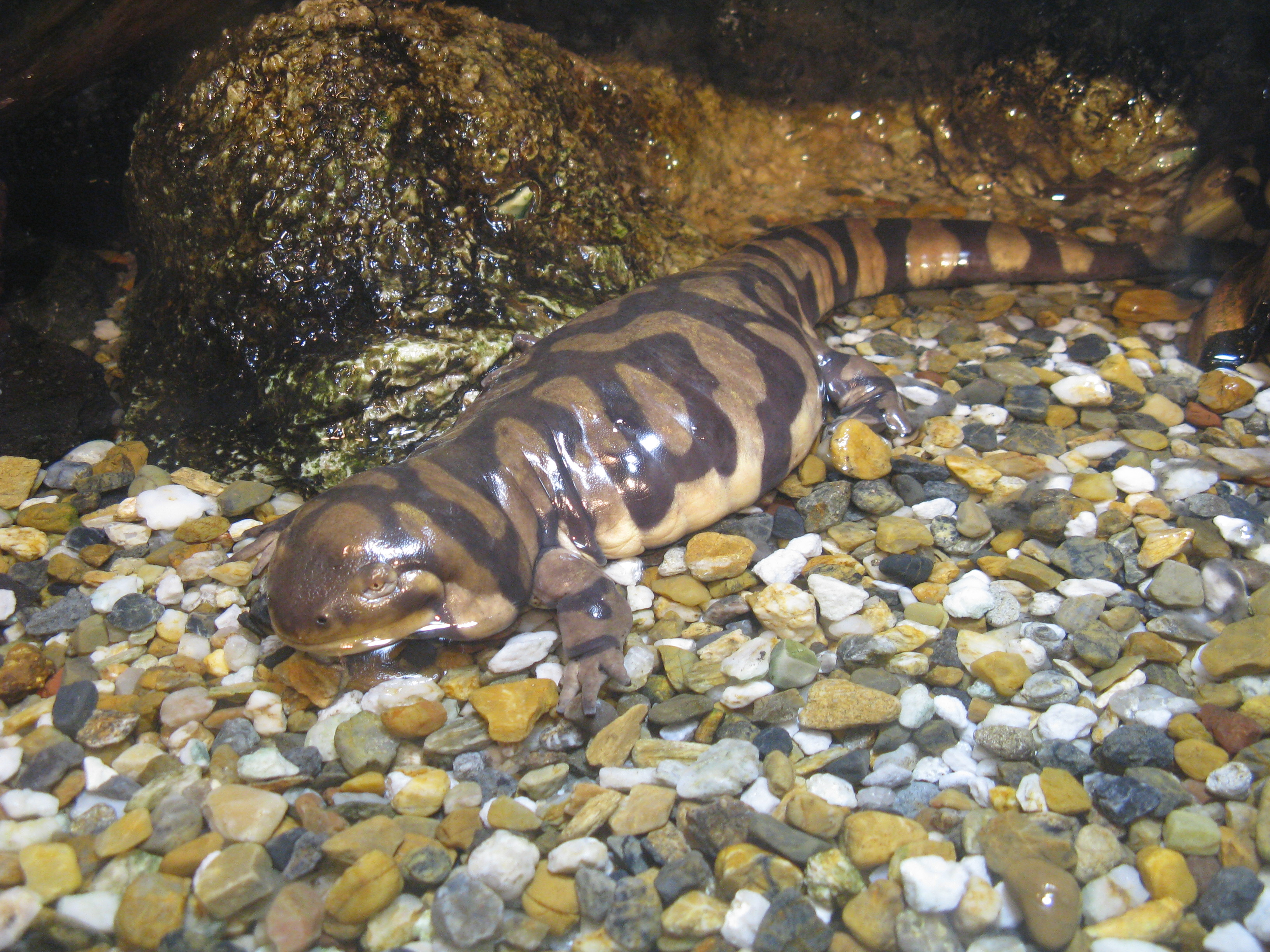